# 世界之窓
世界之窓（せかいのまど）は、中華人民共和国湖南省長沙市開福区にある遊園地。湖南省最大の観光、映画、文化、娯楽施設である。敷地面積は40万平方メートル。

## 沿革
- 1997年、湖南電広伝媒股份有限公司、深圳華僑城控股股份有限公司と香港中国旅遊集団が世界之窓を建設した[1]。同年10月1日、国内外観光客にも一般公開される[1]。